# Hôtel de Bondeville
El hotel de Bondeville es una mansión privada ubicado en 4 y 6 de rue des Haudriettes, en el III Distrito[de París, Francia, en Marais.

## Historia
Fue construido en el siglo XVII en una propiedad que pertenecía en 1555 a Thomas Raponel, señor de Bondeville, para la familia de Mailly que la poseyó desde 1680 hasta 1784. El “Contador de bimbeloterie” mencionado por Alphonse Daudet en Fromont jeune et Risler aîné (1874) se instaló allí a fines del XIX.

## Arquitectura
Comprende un cuerpo entre patio y jardín con dos alas elevadas de una sola planta en el siglo XVIII. El jardín trasero ha sido parcialmente subdividido, parcialmente reconstruido. El mascarón del portal representa a Hércules vestido con la piel del león de Nemea. 
Está catalogado como monumento histórico desde 16 de junio de 1961.